# Giardino botanico di Buenos Aires

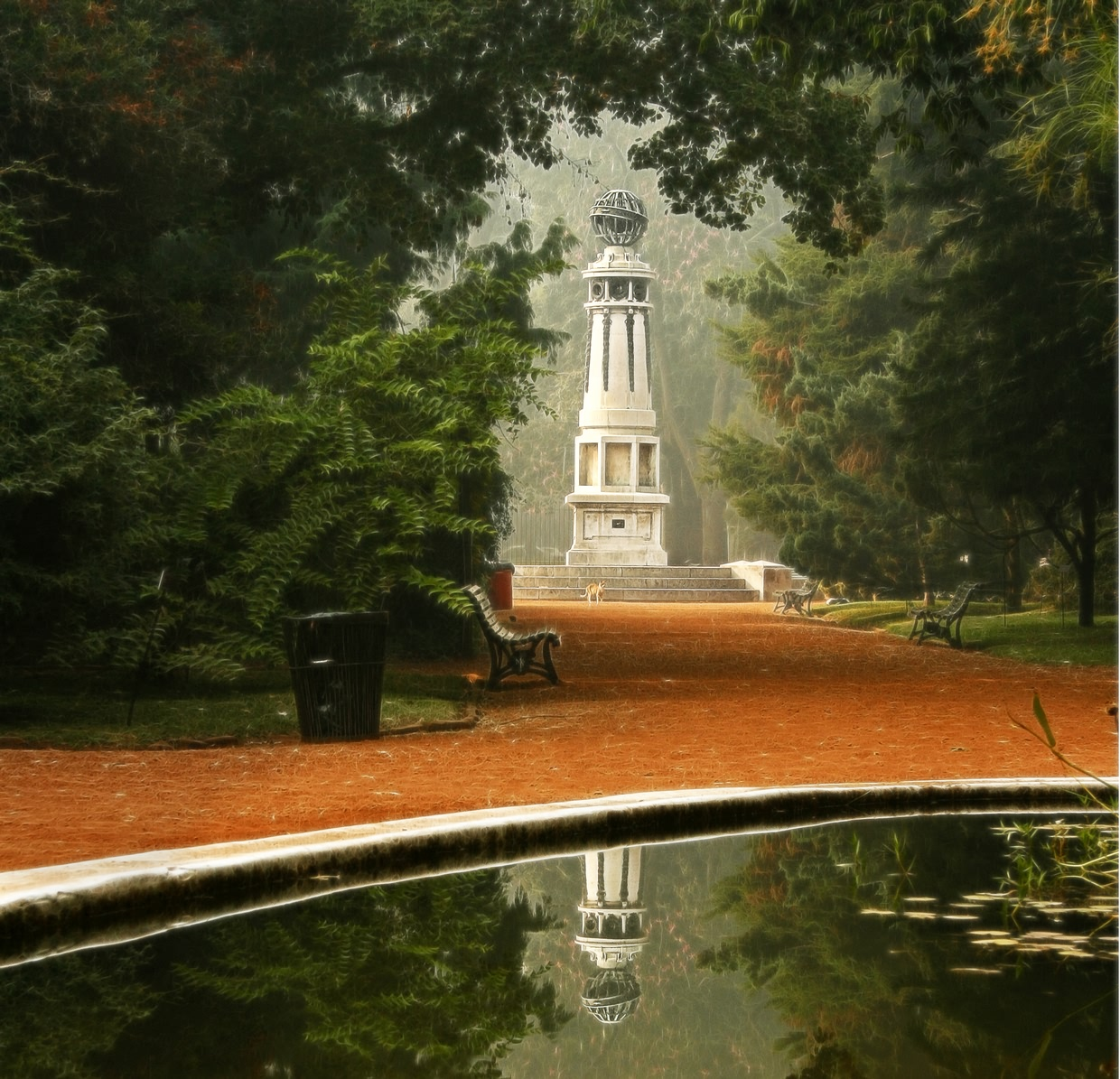
Un indicatore meteorologico, progettato da José Marcovich e donato dalla comunità austro-ungarica locale nel 1910

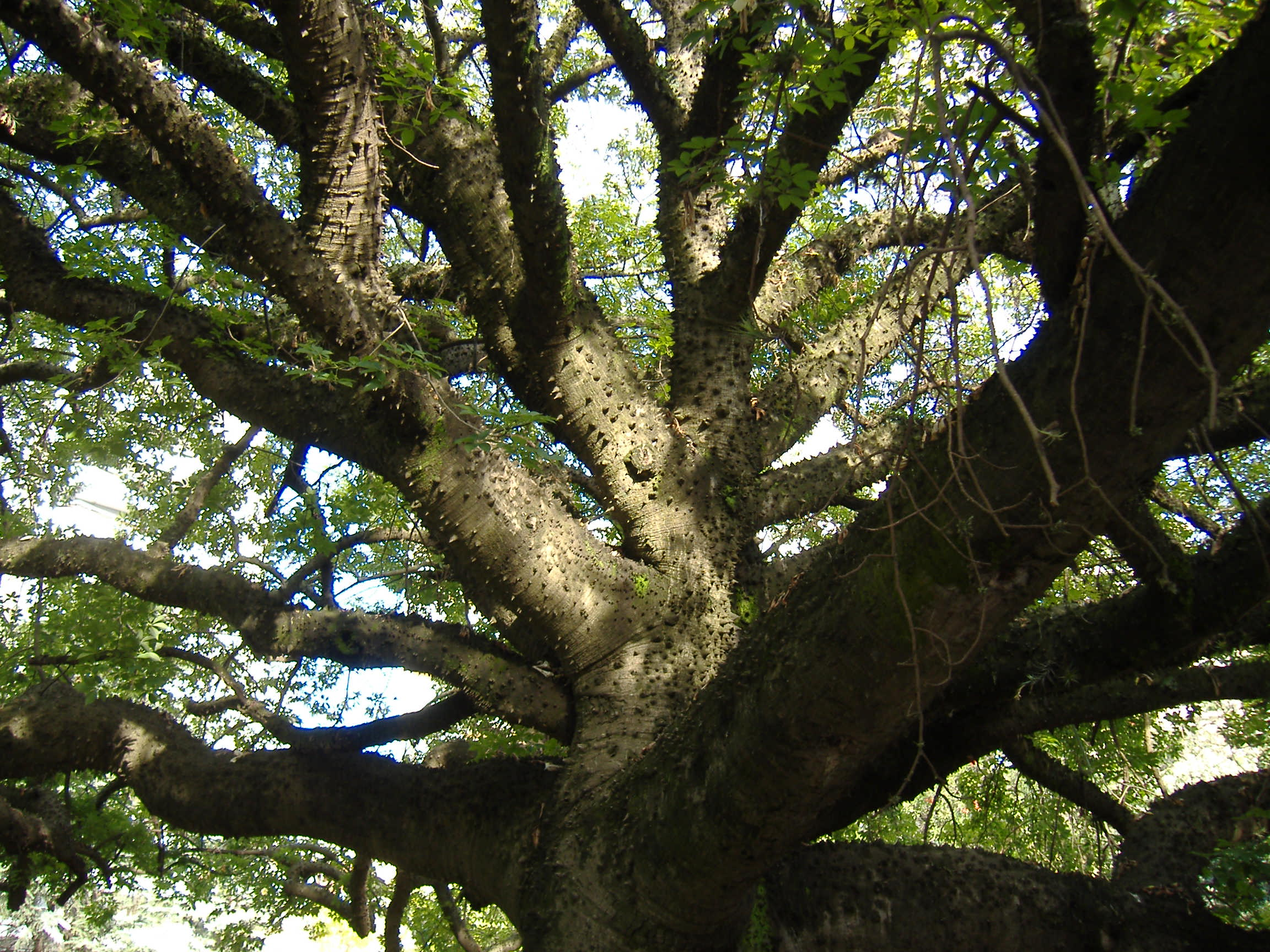
Chorisia speciosa (Palo Borracho), detto anche albero del filo di seta

Il giardino botanico di Buenos Aires (nome ufficiale in spagnolo: Jardín Botánico Carlos Thays de la Ciudad Autónoma de Buenos Aires) è un giardino botanico situato nel quartiere Palermo di Buenos Aires, in Argentina. Il giardino è di forma triangolare ed è delimitato da av. Santa Fe, av. Las Heras e República Árabe Siria.
Il giardino, che è stato dichiarato Monumento Nazionale nel 1996, ha una superficie totale di 6.9772 ha (17,241 acri) e contiene circa 5.500 specie di piante, alberi e arbusti, oltre a numerose sculture, monumenti e cinque serre.

## Storia
Progettato dall'architetto e paesaggista francese Carlos Thays, il giardino fu inaugurato il 7 settembre 1898. Thays e la sua famiglia vivevano in un palazzo in stile inglese, situato all'interno dei giardini, tra il 1892 e il 1898, quando prestò servizio come direttore di parchi e passeggiate nella città. Il palazzo, costruito nel 1881, è attualmente l'edificio principale del complesso.

## Collezioni
Il parco ha tre distinti stili di giardinaggio paesaggistico; il simmetrico, il misto e il pittoresco, ricreati nei giardini romani, francesi e orientali.

### Giardino romano
Contiene specie di alberi che il botanico romano del primo secolo Plinio il Giovane aveva nella sua villa sulle montagne dell'Appennino, come cipressi, pioppi e allori.

### Giardino francese
Questo ha uno stile francese simmetrico del XVII secolo e XVIII secolo.

### Giardino orientale
In altre aree le piante sono ordinate per origine; dall'Asia si può vedere il Ginkgo biloba; dall'Oceania Acacias, Eucalyptus e Casuarinas; dall'Europa querce e nocciole; dall'Africa felci e palme.

### Giardino argentino
Vi è un'abbondante collezione di flora argentina. In altre sezioni le specie vegetali sono sistematicamente ordinate in base alla loro qualifica tassonomica. Ci sono anche altri piante delle Americhe, come sequoie degli Stati Uniti e "Palo Borracho" Chorisia speciosa, chiamato anche albero della seta, dal Brasile e dal nord dell'Argentina.

## Installazioni

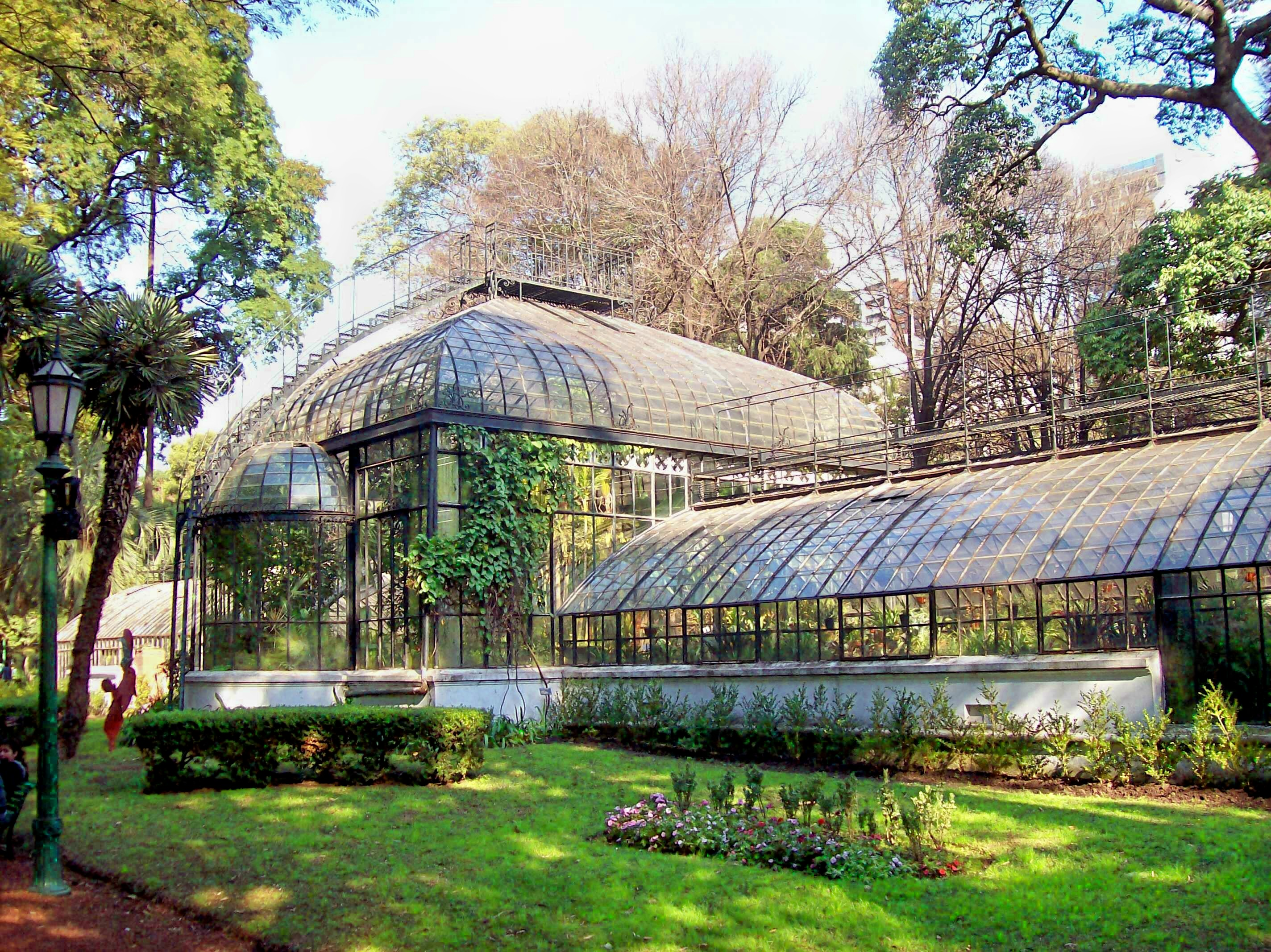
Una serra nel parco.

All'interno del giardino si trova la scuola di giardinaggio municipale Cristóbal María Hicken, collegata alla Facoltà di Agronomia dell'Università di Buenos Aires. Il giardino contiene anche 33 opere artistiche tra cui sculture, busti e monumenti. Tra questi ci sono "Los primeros Fríos" dagli scultori catalani Blay e Fábregas, "Sagunto" di Querol e Subirats, "Figura de mujer" di Lola Mora e Saturnalia realizzati in bronzo da Ernesto Biondi.
Altre attrazioni includono le cinque case invernali, la più grande delle quali è in stile Art Nouveau e ha ricevuto il riconoscimento all'Esposizione universale di Parigi nel 1889. Ha una lunghezza di 35 m (115 piedi), una larghezza di 8 metri (26 piedi), contiene 2500 piante tropicali ed è considerata l'unica casa invernale in quello stile ancora conservata al mondo.

## Popolazione di gatti
Negli ultimi anni, il giardino botanico è diventato la dimora di una vasta popolazione di gatti. I gatti non sono animali selvatici nati nel giardino, ma sono tutti i gatti domestici abbandonati lì dai proprietari che desideravano sbarazzarsi dei loro gatti domestici. Finora le autorità del giardino e il personale di sicurezza non sono stati in grado di controllare il regolare abbandono di gatti domestici indesiderati. I progetti di rimozione dei gatti sono stati respinti a causa dell'obiezione dei vicini e delle agenzie per la protezione degli animali. La rimozione dei gatti esistenti non risolverebbe il problema della popolazione di gatti nel giardino, poiché, in estate, i tassi di abbandono sono alti un gatto al giorno. Grazie alla dedizione di volontari nella comunità di protezione degli animali che hanno formato un comitato volontario, è diventata possibile una soluzione umana e temporanea. I gatti possono vivere nel giardino; il comitato volontario nutre i gatti, li mette in adozione e fornisce loro vaccini e cure veterinarie e organizza agenti di castrazione, a volte con la collaborazione dell'Instituto de Zoonosis Luis Pasteur.

## Galleria d'immagini

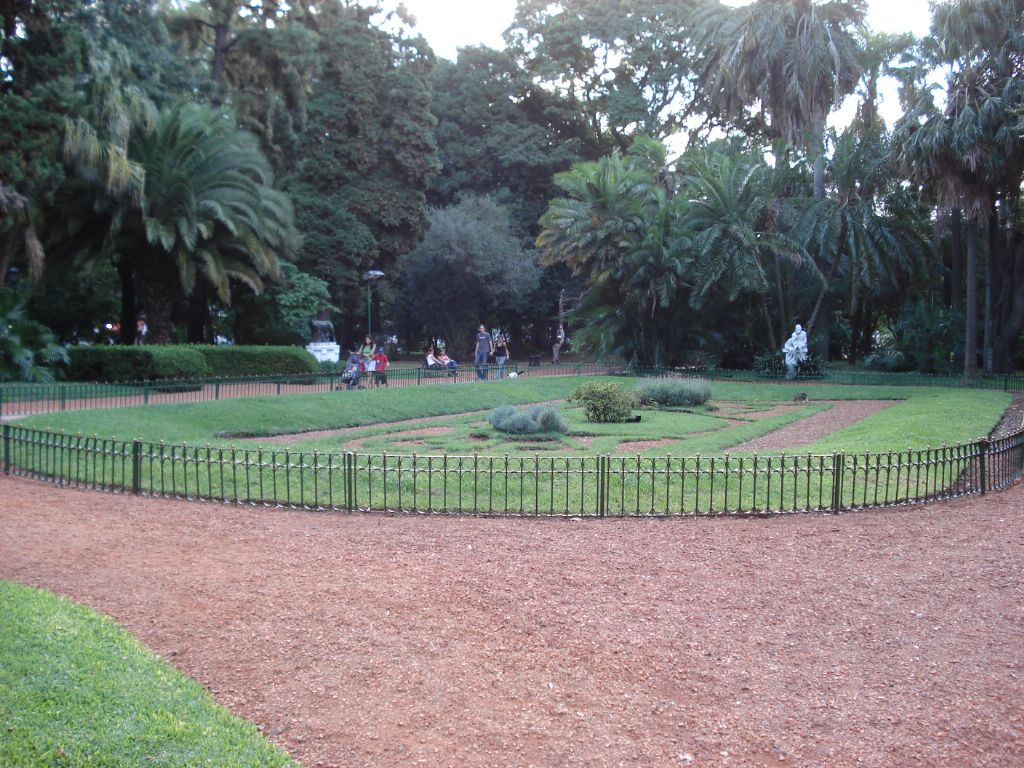
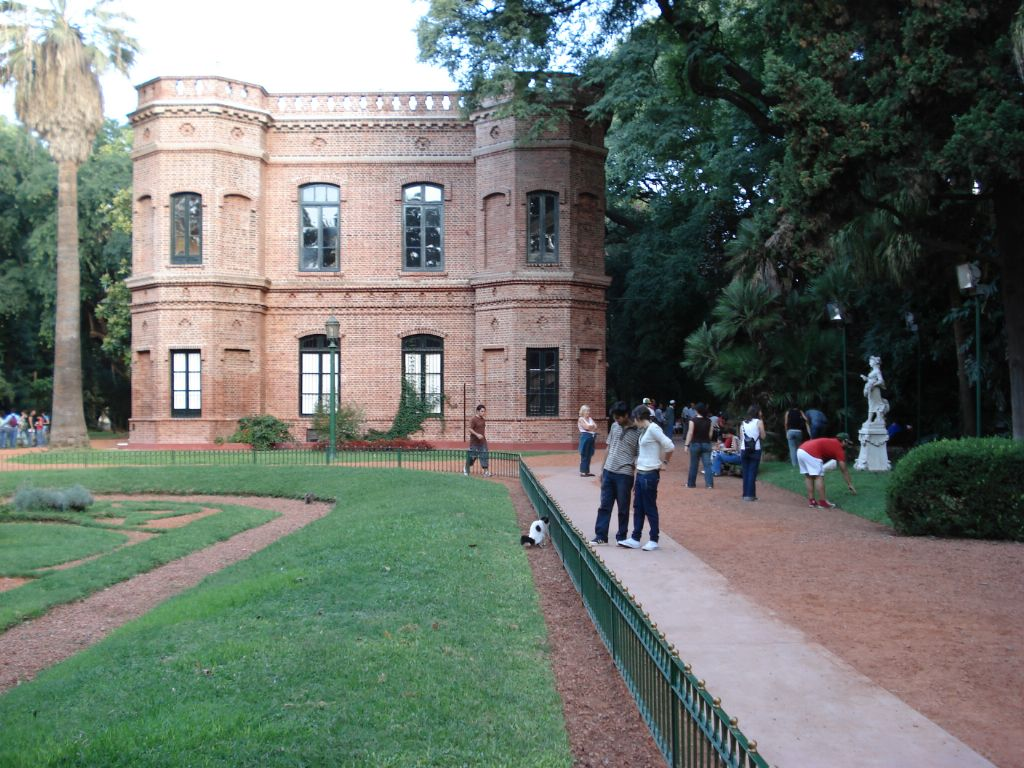
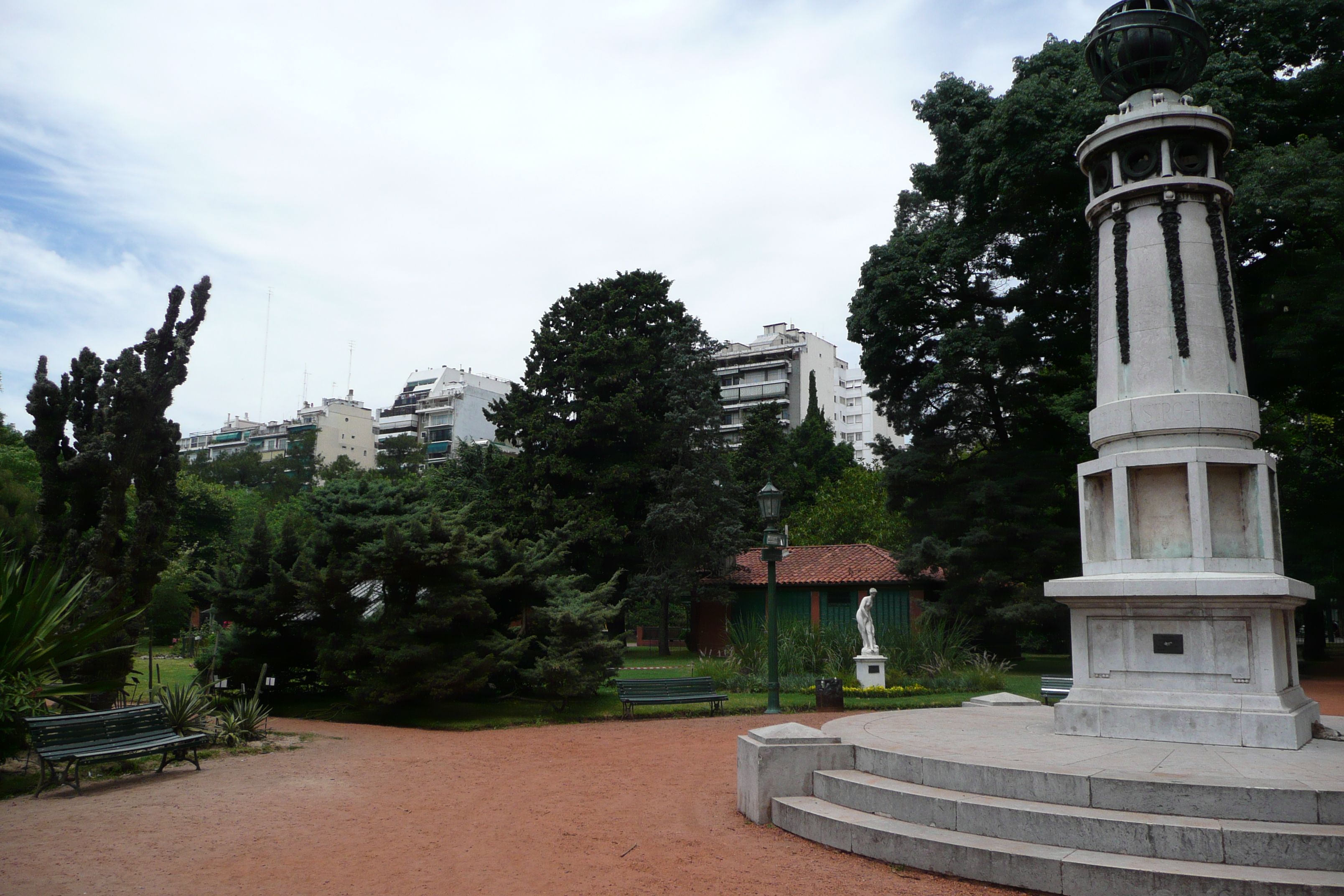
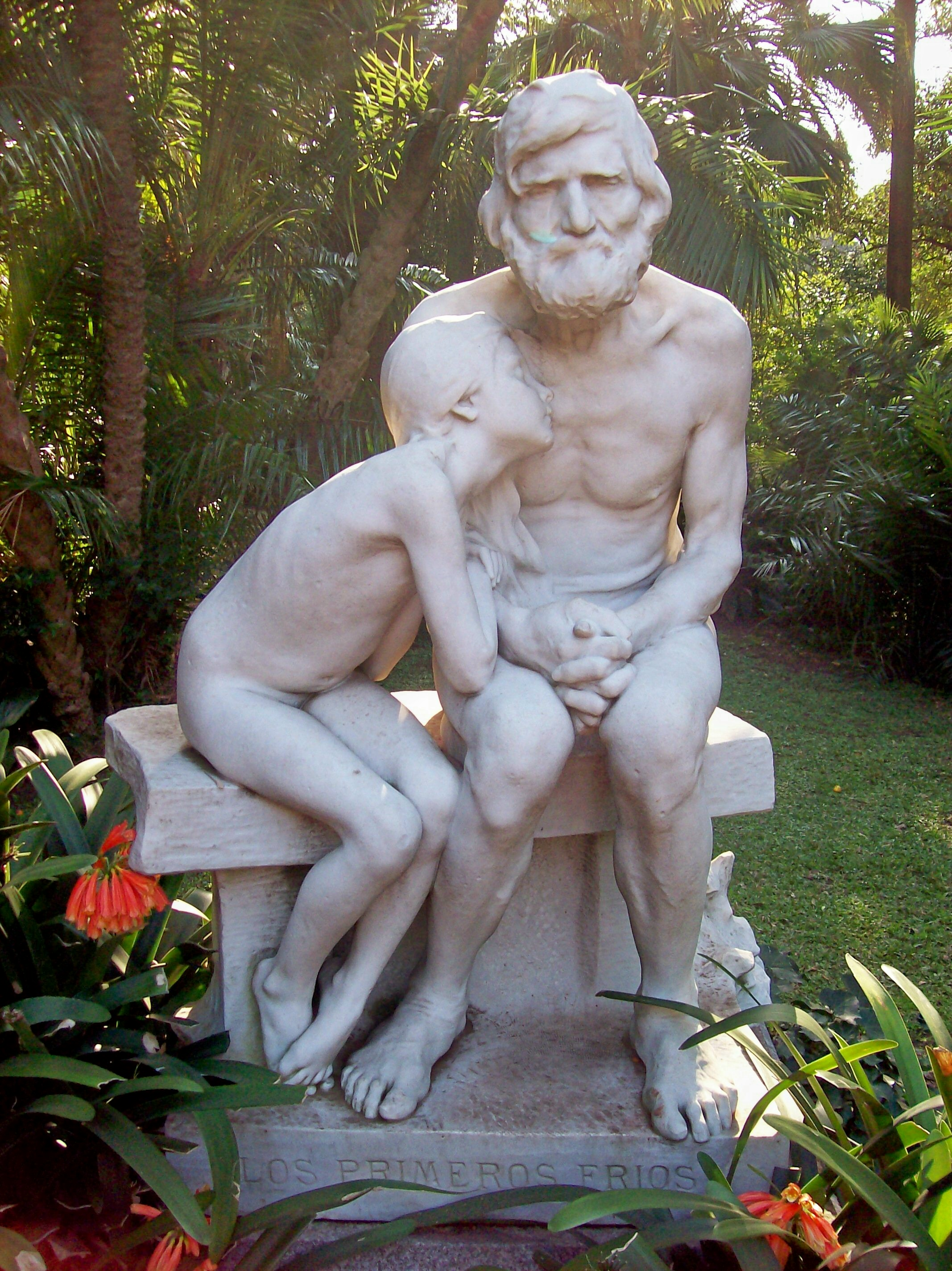
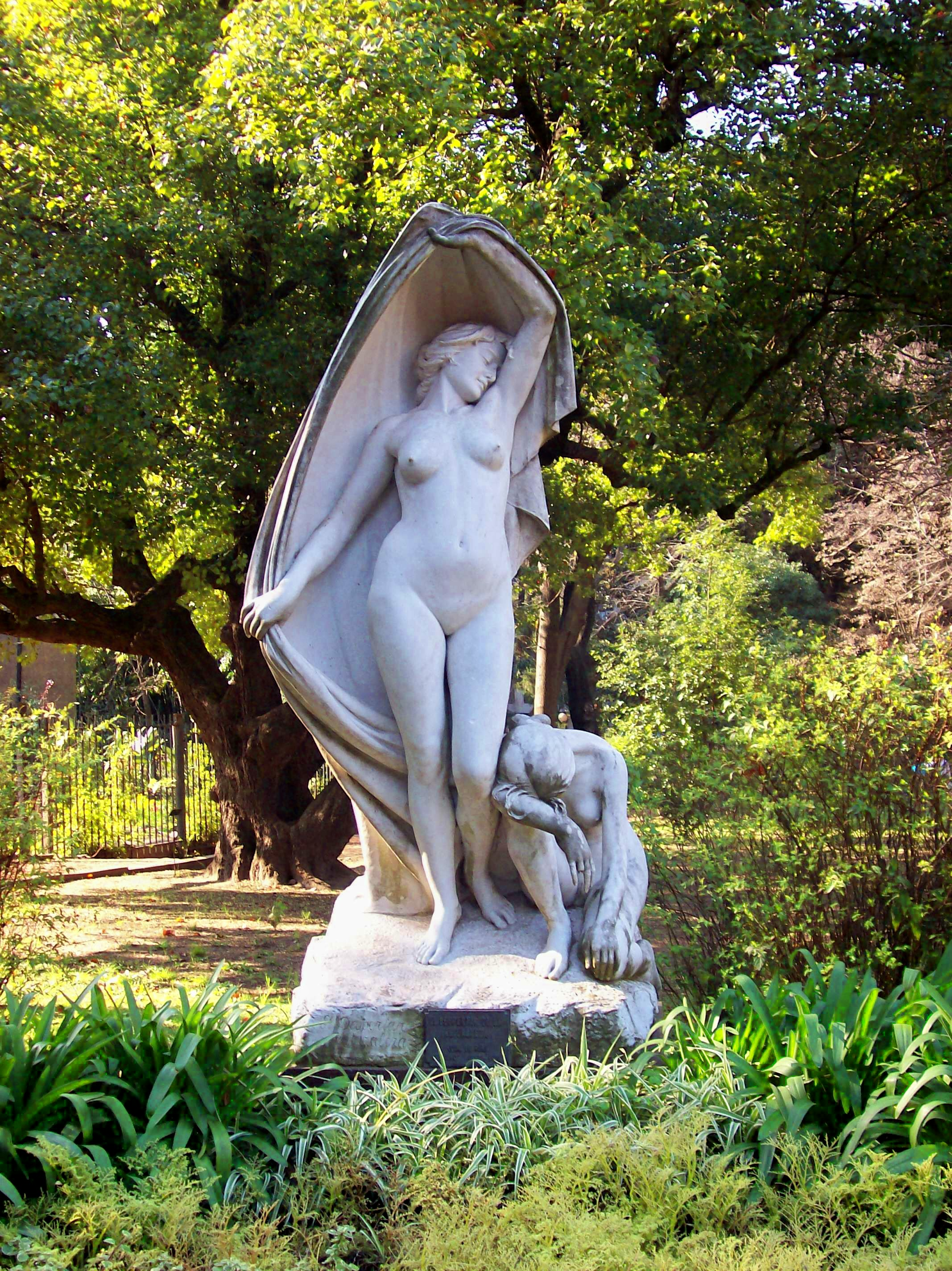
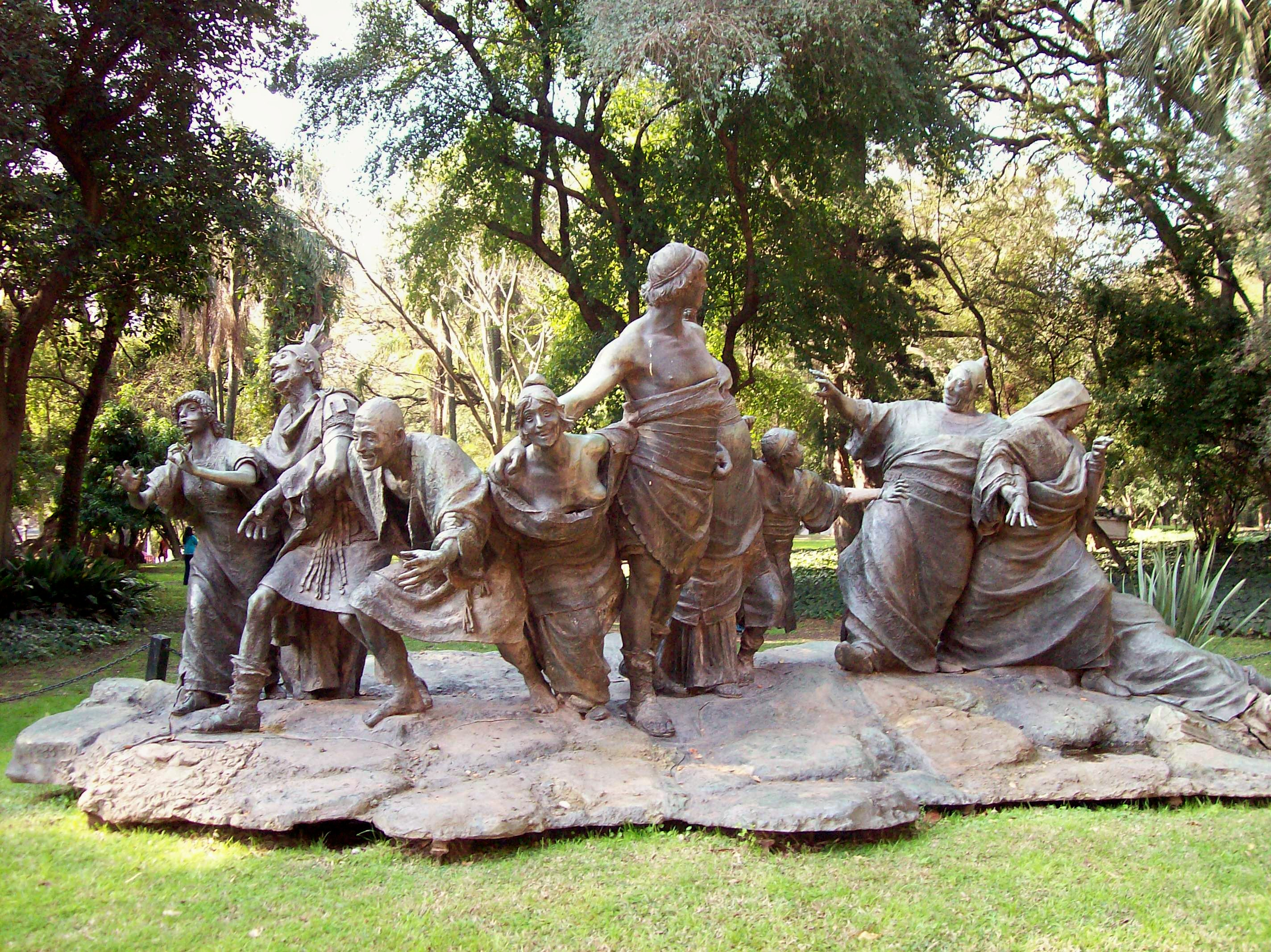